# Reboleiro
Reboleiro é uma povoação portuguesa sede da Freguesia de Reboleiro do Município de Trancoso, freguesia com 4,27 km² de área e 247 habitantes (censo de 2021), tendo, por isso, uma densidade populacional de 57,8 hab./km².

## Demografia
A população registada nos censos foi:
| Distribuição da População por Grupos Etários | Distribuição da População por Grupos Etários | Distribuição da População por Grupos Etários | Distribuição da População por Grupos Etários | Distribuição da População por Grupos Etários |
| -------------------------------------------- | -------------------------------------------- | -------------------------------------------- | -------------------------------------------- | -------------------------------------------- |
| Ano                                          | 0-14 Anos                                    | 15-24 Anos                                   | 25-64 Anos                                   | > 65 Anos                                    |
| 2001                                         | 31                                           | 27                                           | 108                                          | 138                                          |
| 2011                                         | 17                                           | 30                                           | 134                                          | 143                                          |
| 2021                                         | 12                                           | 12                                           | 86                                           | 137                                          |